# Rosa Carmina
Rosa Carmina Riverón Jiménez (La Habana, 19 de noviembre de 1929), conocida como Rosa Carmina, es una actriz y vedette mexicana, de origen cubano. 
Fue descubierta en Cuba por Enrique Brión, publirrelacionista del cineasta Juan Orol en 1946, debutando en el cine mexicano ese mismo año con la cinta Una mujer de Oriente. Rápidamente alcanzó una gran popularidad debido a su temperamento, porte y estatura, rasgos físicos poco convencionales entre las actrices de la época. Durante varios años, formó parte fundamental del equipo fílmico de Orol, apareciendo en cintas del género cine de gánsteres. Entre estos se encuentra la película Gángsters contra charros (1948), filme considerado como una de las cien mejores películas del cine mexicano. Además, la actriz fue una de las principales estrellas del llamado Cine de rumberas, que tuvo su auge durante la Época de Oro del cine mexicano. Realizó varias cintas clásicas de este género cinematográfico, tales como Tania, la bella salvaje (1947), Amor salvaje (1949), En carne viva (1951), Viajera (1952), y Sandra, la mujer de fuego (1954).
Su carrera artística también abarcó el teatro y espectáculos masivos en vivo. En las décadas de los 1980s y 1990s, participó en algunas telenovelas. Gracias a sus trabajos fílmicos con Orol, llegó a ser apodada como la Reina de los Gángsters. También es conocida con el mote de su Majestad La Rumba gracias a sus aportaciones al Cine de rumberas.

## Biografía y carrera

### Primeros años
Rosa Carmina Riverón Jiménez nació en La Habana, Cuba, el 19 de noviembre de 1929. Hija de Juan Bruno Riverón y de Encarnación Jiménez y la menor de cuatro hermanos. Desde muy joven, mostró interés por el baile y estudió en la Escuela de Danza de Cuba. En 1946 el productor, director y actor cinematográfico español Juan Orol, se divorcia de la rumbera cubana María Antonieta Pons, poniendo fin a la colaboración fílmica que existía entre ambos en el Cine mexicano. Orol viaja a Cuba, en busca de la nueva protagonista de sus películas. El convoca un concurso en La Habana al que acuden alrededor de quinientas muchachas. Al no encontrar a una actriz que le diera el perfil para interpretar el personaje de una espía japonesa en la película Una mujer de Oriente, decide regresar a México. Sin embargo, Orol recibe inesperadamente la llamada de Enrique Brion, su publirrelacionista en Cuba. Brion había acudido por invitación a la celebración de la graduación de bachiller de Juanita Riverón (hermana de Rosa), donde escucha y observa a Rosa Carmina cantar. Brion le comunica su descubrimiento a Orol. Al conocer a Rosa al día siguiente, Orol decía haber sentido una gran emoción, y pensó para sus adentros: «Esta es la mujer de Oriente». Orol queda prendado de Rosa y le ofrece un contrato para estelarizar tres películas en México. Inicialmente Rosa pensó en rechazar su oferta, debido a que estaba comprometida en matrimonio. Sin embargo, Orol la convenció, y Rosa decidió viajar con él a México acompañada por su familia. Juan Orol enseñó a Rosa sus mejores pasos de baile. Más tarde, le mandó traer coreógrafos de todas partes del mundo, hasta de África. Rosa Carmina también tomó clases de actuación en el taller del maestro Seki Sano pero no tardó en abandonarlas porque, según reveló, Juan Orol decía que «le robaban su personalidad».

### Cine

#### Juan Orol
Rosa Carmina inicia su carrera en el Cine Mexicano protagonizando la película Una mujer de Oriente (1946), de la mano de Juan Orol; había firmado un contrato para filmar otras dos cintas más con Orol. Su segundo proyecto juntos fue Tania, la bella salvaje (1947), cinta con la que incursiona en los argumentos tradicionales del llamado Cine de rumberas. La tercera cinta fue El reino de los gángsters (1947). Tanto esta cinta, como su secuela Gángsters contra charros (1948), hoy en día son considerados filmes de culto dentro del llamado Cine de gánsteres o Cine negro mexicano, y cuentan con un lugar relevante en varias cinetecas del mundo. En ambas cintas Rosa Carmina interpreta a la femme fatale, el objeto del conflicto entre los personajes masculinos de la historia, situación que contribuye a encumbrar a la estrella como uno de los mitos eróticos más representativos del Cine Mexicano de la época. No en balde, en algunas de las cintas de Orol, la actriz se interpretó a sí misma. Para cerrar la década de los cuarenta, Rosa Carmina filma otras dos cintas más con Orol: Amor salvaje (1949) (polémica cinta basada en un argumento de José G. Cruz, que hablaba sobre un conflicto amoroso entre una joven y el marido de su tía), y Cabaret Shangai (1950) (filme que entremezcla los géneros cinematográficos explotados por Orol en su filmografía). El éxito de Rosa Carmina en el cine incrementa gracias a su versatilidad, pues pronto demostró ser una vedette completa porque no solo mostró talento para el baile sino también para el canto y la actuación.
En 1951, filma con Orol la trilogía cinematográfica Percal, que consistió de tres filmes: El infierno de los pobres, Perdición de mujeres y Hombres sin alma. Esta trilogía estaba basada en una popular historieta original de José G. Cruz. El éxito de la historieta entre el público fue superado por la versión cinematográfica, con cines a reventar y multitudes haciendo filas de varias calles para poder disfrutar de la cinta.
A pesar de ser prácticamente estrella exclusiva de los filmes de Orol y de su casa productora (España Sono Films), este le da la oportunidad de filmar con otros productores. Después de sus colaboraciones fílmicas con Producciones Rosas Priego y CLASA Films Mundiales, Rosa Carmina se reintegra al equipo fílmico de Orol con la cinta La diosa de Tahití (1953). En 1954, Juan Orol produce y dirige en Cuba la cinta Sandra, la mujer de fuego. Sandra, la mujer de fuego (1954) fue uno de los éxitos taquilleros más relevantes y recordados del binomio Rosa Carmina-Juan Orol.
Continuó sus colaboraciones fílmicas al lado de Juan Orol con tres cintas más: El sindicato del crimen (La antesala de la muerte) (1954), Bajo la influencia del miedo (1955) y Secretaria peligrosa (1955). En total, entre 1946 y 1955, el legendario Orol la dirige en dieciséis películas. A pesar del peculiar estilo del cine de Juan Orol, estas películas contribuyen a enriquecer el mito de Rosa Carmina y le otorgan el título indiscutible de Reina de los Gángsters del Cine Negro mexicano.

#### Otros directores
La primera cinta que Rosa Carmina filma sin estar bajo la batuta de Orol fue La bandida (1948), cinta de corte campirano dirigida por Agustín P. Delgado. En 1950 firma un contrato de exclusividad con la casa productora Producciones Rosas Priego, contrato que también le permite seguir trabajando para Juan Orol. En esta etapa, Rosa Carmina tiene la oportunidad de realizar cintas dramáticas con un giro muy diferente al de las cintas realizadas con Orol. Bajo la batuta de estos estudios, filma cintas como Traicionera (1950, la primera de una serie de tres películas realizadas junto al cantante y actor Fernando Fernández); En carne viva (1951, uno de los filmes más recordados de su carrera, dirigido por el legendario director de cine musical mexicano, Alberto Gout); Noche de perdición (1951); la comedia Especialista en señoras (1952, junto a Rafael Baledón y algunos de los cómicos más importantes de la época); Linda mujer (Yo soy Mexicano de acá de este lado) (1952), de Miguel Contreras Torres; Estrella sin luz (1953, de nuevo con Fernando Fernández y en donde la actriz incursiona en nuevos ritmos musicales al bailar un charlestón); y La segunda mujer (1953) (con el cantante ranchero Antonio Aguilar), entre otras.
Alfonso Rosas Priego cede simultáneamente a Rosa Carmina, por petición del productor Salvador Elizondo, presidente de Clasa Films Mundiales, para que estelarice Viajera, película basada en el bolero del mismo título, y tercer filme realizado con Fernando Fernández. Este filme incluye algunos de los números musicales más caros y vistosos del cine de la época. 
A mediados de la década de los 50, es notable el declive del Cine de rumberas. Al igual que otras exponentes del género, Rosa Carmina realiza cada vez menos producciones de este rubro. En 1957, la actriz realiza la coproducción hispano-italo-alemana Quiéreme con música (1956) rodada en Barcelona y dirigida por Ignacio F. Iquino, la misma que le permite consagrarse con gran éxito en el mercado español, siendo una de las pocas estrellas mexicanas que logra ubicarse con primeros créditos en este país. La película fue parte de un proyecto de Ignacio F. Iquino de consagrar a Rosa Carmina como nueva figura del cine musical español, ofreciéndole un jugoso contrato, pocas veces ofrecido a una actriz extranjera en España. Sin embargo, el cariño y fidelidad de ella por el Cine Mexicano la llevaron a declinar la propuesta. A partir de allí, Rosa Carmina solo realizara números musicales de manera esporádica en sus películas.

#### Años sesenta y setenta
Desde finales de la década de los 50, y durante la década de los 60, Rosa Carmina incursiona en otros géneros cinematográficos. En este sentido, su carrera fílmica destaca por su versatilidad para moverse en diferentes géneros conservando el mismo prestigio entre el público, probablemente como pocas actrices lo lograron en el Cine Mexicano. Formó parte de la saga del llamado Cine de Luchadores por su participación en cintas como La última lucha (1959) y La sombra blanca (1964). También incursionó en el Cine fantástico en cintas como El misterio de la Cobra (1959), Rostro infernal (1963) y La huella macabra (1963).
En 1974, se reúne por última vez con Juan Orol en la cinta México de noche, donde realizan su última aparición fílmica el personaje de Sandra y la serie de personajes creados por Orol para sus cintas clásicas. En 1975, la presencia de Rosa Carmina en la cinta Bellas de noche, sirve también para amadrinar el inicio del llamado Cine de ficheras que floreció entre los años 70 y los años 80 en el cine mexicano. La actriz recibió estupendas críticas en una película que, sin embargo, desvirtuaba las grandes producciones de antaño. La baja calidad por la que se inclinaron este tipo de filmes, propició que Rosa Carmina se alejara paulatinamente del cine.
En 1976, el Premio Nobel peruano Mario Vargas Llosa la dirige en Pantaleón y las visitadoras, basada en su novela homónima. La cinta fue una producción de la Paramount Pictures realizada en República Dominicana, y el vestuario corrió a cargo de Óscar de la Renta.
En 1981, Rosa Carmina aparece en el filme de Arturo Ripstein Rastro de muerte. Sus últimas cintas fueron Teatro Follies (1983) y Fugitivos del diablo (1990), ambas cintas realizadas para la televisión.

#### Proyectos no realizados
Rosa Carmina fue considerada originalmente, por petición expresa de Arturo de Córdova, para protagonizar el filme Un extraño en la escalera, del cineasta argentino Tulio Demicheli. Sin embargo, Rosa tuvo que rechazar el proyecto por exigencia de Orol, en virtud de que éste iniciaría súbitamente la cinta Sandra, la mujer de fuego en Cuba. Fue sustituida entonces por Silvia Pinal.
En 1956 recibió una oferta para filmar una película en Francia con la actriz Viviane Romance, pero debido a que en la cinta se narraría una historia lésbica ubicada en la Riviera francesa, Juan Orol le recomendó rechazar el proyecto. Algo similar sucedió con un proyecto fílmico que se realizaría bajo la batuta del afamado director Ismael Rodríguez. En este proyecto hubiera tenido escenas bastante audaces en un jacuzzi con la actriz Ofelia Guilmáin.  El proyecto también fue declinado por la actriz debido, entre otras razones, a que sus cintas, aunque inclinadas hacia el Cine Negro, siempre se dirigieron a un público más familiar. Rosa Carmina también fue considerada originalmente para protagonizar la cinta Los amantes (1956), del cineasta Benito Alazraki. Sin embargo, la actriz tuvo que declinar la propuesta debido a la filmación de la cinta Quiéreme con Música en España. Fue sustituida entonces por la actriz Yolanda Varela.
Rosa también fue considerada para realizar el personaje de Chuchupe en la cinta Pantaleón y las visitadoras. El propio Mario Vargas Llosa afirmó haber pensado en ella desde un principio para la interpretación del mismo. Sin embargo, al ver las fotografías de Rosa Carmina, se dieron cuenta de que el atractivo físico de Rosa no encajaba con el de una mujer obesa y decadente que requería el papel. El personaje pasó a ser interpretado por Katy Jurado, aunque a Rosa se le creó un personaje especial para conservarla en el elenco.
En 1992, fue considerada por Alberto Bojórquez para uno de los dos roles estelares en la cinta Los años de Greta. Sin embargo, nuevamente su atractivo físico fue un impedimento para la realización del personaje que mostraría a una mujer en decadencia. Entonces, fue sustituida por la rumbera Meche Barba.

### Teatro
Al éxito cinematográfico se le suma el obtenido en sus presentaciones personales. Como empresaria de sus propios espectáculos, fue pionera de realizar presentaciones en directo, lo mismo en plazas de toros, estadios, cabaret, teatros públicos y clubes nocturnos por Centro y Sudamérica, en los que alcanza importantes éxitos, en una época en que la televisión todavía no era considerada un medio masivo de comunicación. Su incursión en el teatro, en México, ocurre poco después de su arribo al país y del éxito de la cinta Tania, la bella salvaje. Juan Orol organiza una gira para que Rosa Carmina se presente en vivo ante el público por todo el país, proyecto que resulta un enorme éxito. Eventualmente, Rosa ingresa a una revista musical presentada en el Teatro Tívoli de la Ciudad de México, donde comparte escena con figuras como Libertad Lamarque, Rosita Fornés y Los Panchos. En ese mismo recinto, la actriz junto a Fornés presentaron La gesticuladora, una parodia de la obra teatral El Gesticulador, de Rodolfo Usigli, que se presentaba de manera simultánea en la Ciudad de México, y de la cual el mismo Usigli se desvivió en elogios al afirmar que por primera vez en el teatro en México, el género de la Revista, se mezclaba con el teatro "legítimo".
Es importante destacar que en sus espectáculos musicales en vivo, ella no se limitó a la interpretación de bailes afroantillanos, pues experimentó con los géneros musicales de moda, como el Rock and roll. Para desarrollarse en estos nuevos ritmos, tuvo el apoyo del coreógrafo dominicano Julio Solano, bailarín de Broadway y exmiembro de la compañía de Katherine Dunham.
También realizó espectáculos como vedette en centros nocturnos donde cantaba y bailaba. Son dignas de mención las exitosas temporadas de la actriz en importantes centros nocturnos de la Ciudad de México como el Terrazza Casino y el Premiere. En 1976 protagonizó una exitosa temporada musical en el Teatro Blanquita de la Ciudad de México, junto al comediante Adalberto Martínez "Resortes" y la rumbera cubana Amalia Aguilar. En 1986, Rosa Carmina también participó en el montaje teatral ¡Ah que muchachita!, escrito por Ricardo Rentería, al lado de Lourdes Munguía.
A principios de los noventa, protagonizó un espectáculo titulado Rumba, poesía y canto, donde entrelazaba las canciones de sus películas con la poesía cubana y la danza. Las 1000 representaciones se celebraron en el Teatro de la Ciudad Esperanza Iris, coincidiendo con el 45 aniversario artístico de Rosa Carmina, bajo el patrocinio del Consejo Nacional para la Cultura y las Artes CONACULTA, la Secretaría de Educación Pública SEP y León Alazraki Riverón.

### Televisión
Ha tenido una presencia muy selectiva en la televisión mexicana. Fue una de las primeras figuras en presentar un espectáculo musical en la televisión mexicana, mismo que fue patrocinado por una importante marca refresquera. Al finalizar su carrera cinematográfica, Rosa hizo su debut en las telenovelas mexicanas en la telenovela La pasión de Isabela (1984), producida por Carlos Téllez, producción de época donde se homenajeó a las figuras más representativas del mundo musical de las décadas de los cuarenta y cincuenta. Probablemente sus trabajos más recordados en este medio son las telenovelas Juana Iris (1985) y Muchachita (1986) (también producidas por Téllez), en donde realizó personajes especiales escritos especialmente para ella, y acorde a su trayectoria por el escritor Ricardo Rentería. En 1989 realiza actuaciones especiales con personajes antagónicos en telenovelas como Simplemente María y Morir para vivir. También participó en un capítulo de la serie antológica de televisión La hora marcada.
En 1992 realiza una actuación especial en la telenovela María Mercedes (1992), primera telenovela de la exitosa trilogía televisiva conocida como la Trilogía de las Marías, protagonizada por la cantante Thalía. Su presencia en esta telenovela se debió en consideración a su amistad con el escritor de la telenovela, Carlos Romero. Éste es, hasta la fecha, su último trabajo profesional como actriz. Rosa Carmina fue considerada inicialmente para formar parte del elenco de la telenovela Marimar. Sin embargo, la actriz rechazó el proyecto y fue sustituida por Ana Luisa Peluffo.

## Vida personal
Ha estado casada en varias ocasiones. Su primer marido, Francisco Morales Llanes, fue un militar y máximo responsable de la inteligencia en Cuba durante la Segunda Guerra Mundial. Después contrajo nupcias con el polémico productor y director de cine español Juan Orol. Su tercer marido fue Ramón de Flórez, (empresario español responsable, junto con el célebre decorador Arturo Pani, hermano del reconocido arquitecto Mario Pani, del emblemático restaurante Villa Fontana, así como de los célebres Violines de Villafontana). Hijo de la actriz española Marilú Elízaga, de Flórez está emparentado con la nobleza española y con el dictador mexicano Porfirio Díaz. En su cuarto y quinto matrimonio, Rosa Carmina se unió a empresarios de origen español, venezolano y libanés respectivamente. Desde hace algunos años, radica en Barcelona, España.
Era tal el impacto que sus números musicales de sus películas causaban entre el público, que la audiencia silbaba o aplaudía para que repitieran el rollo en los cines.
El pintor y escultor mexicano José Luis Cuevas ha declarado en numerosas ocasiones tanto en prensa como en televisión que bautizó a la Zona Rosa de la Ciudad de México en su honor.
En la cinta inspirada en la vida de Juan Orol del cineasta Sebastián del Amo (El fantástico mundo de Juan Orol, 2012), Rosa Carmina es interpretada por la actriz mexicana Ximena Rubio. La cinta es una interpretación libre del cineasta sobre la vida del legendario director, por lo que algunos aspectos de su biografía fueron dramatizados con fines comerciales.

## Filmografía

### Programas de televisión
- La hora marcada (1989)

### Películas
- Una mujer de Oriente (1946)
- Tania, la bella salvaje (1947)
- El reino de los gángsters (1948)
- Gángsters contra charros (1948)
- El charro del arrabal (!948)
- La bandida (1948)
- Amor salvaje (1949)
- Cabaret Shangai (1950)
- Traicionera (1950)
- ¡Que idiotas son los hombres! (1951)
- El infierno de los pobres (1951)
- Perdición de mujeres (1951)
- Hombres sin alma (1951)
- Noche de perdición (1951)
- En carne viva (1951)
- Especialista en señoras (1952)
- Viajera (1952)
- Linda mujer (Yo soy Mexicano de acá de este lado) (1952)
- Estrella sin luz (1953)
- La segunda mujer (1953)
- La diosa de Tahití (Los chacales de la Isla Verde)  (1953)
- Sandra, la mujer de fuego (1954)
- El sindicato del crimen (La antesala de la muerte) (1954)
- El Cristo negro (1954)
- Bajo la influencia del miedo (Gangsterismo en el deporte) (1955)
- Secretaria peligrosa (Agente internacional) (1955)
- Historia de un marido infiel (1956)
- Quiéreme con música (1956)
- Cabaret trágico (1958)
- Melodías inolvidables (Canciones inolvidables) (1958)
- El misterio de la cobra (El veneno de la cobra) (1958)
- La última lucha (1958)
- Mi mujer necesita marido (1959)
- Mis secretarias privadas (Mis señoritas secretarias) (1959)
- ¿Con quién andan nuestros locos? (La gallina de los huevos de oro) (1960)
- ¿Cuánto vale tu hijo? (1961)
- Rostro infernal (Brankovan el monstruo maldito) (1962)
- La huella macabra (1963)
- La sombra blanca (1964)
- México de noche (1974)
- Bellas de noche (Las ficheras) (1975)
- Pantaleón y las visitadoras (1975)
- Rastro de muerte (1981)
- Esta y l'otra con un solo boleto (1983)
- Teatro Follies (1983)
- Fugitivos del diablo (1990)

### Telenovelas
- La pasión de Isabela - Ella misma (1984)
- Juana Iris - Dora (1985)
- Muchachita - Linda Rey (1986)
- Simplemente María - Camelia (1989)
- Morir para vivir - Mireya (1989)
- Mi pequeña Soledad - Actuación especial (1990)
- María Mercedes - Doña Rosa (1992)